# Andreas Haas (Politiker)

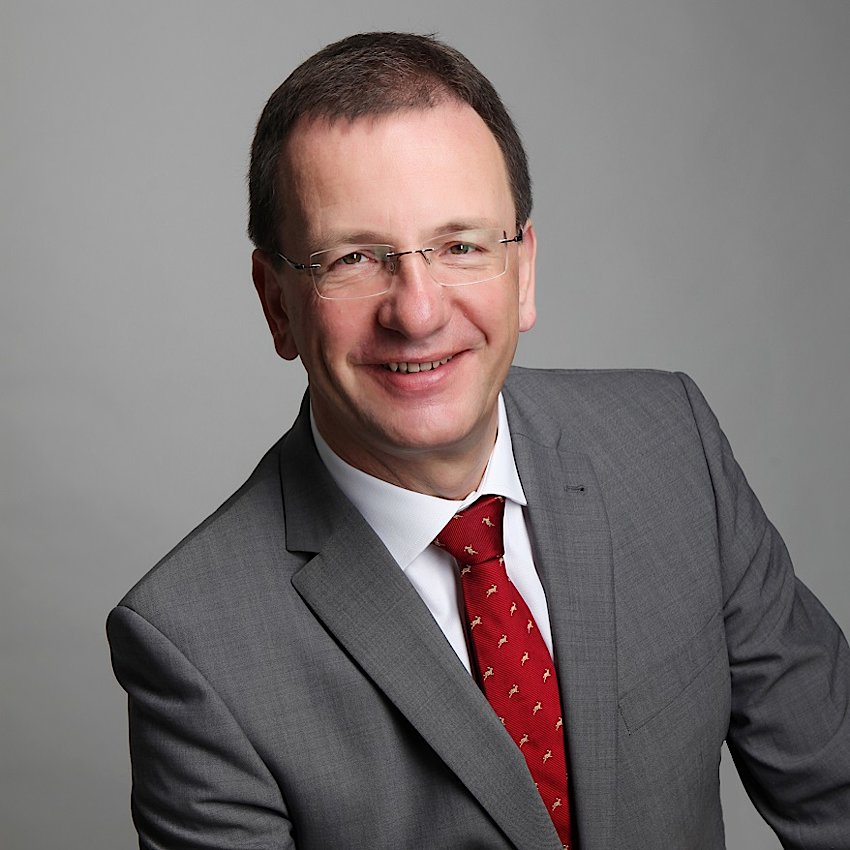
Andreas Haas (2020)

Andreas Haas (* 14. Februar 1964 in Regensburg) ist ein deutscher Kommunalpolitiker (CSU) und seit 2008 Oberbürgermeister der Stadt Germering.

## Werdegang
Nach dem Abitur am Karlsgymnasium in München absolvierte er eine Ausbildung zum Bankkaufmann. Ab 1985 studierte er Rechtswissenschaften an der Ludwig-Maximilians-Universität München, 1993 schloss er mit der Zweiten Juristischen Staatsprüfung ab. Im Februar 1994 erhielt er die Zulassung zum Rechtsanwalt und war dann als Justitiar bei verschiedenen Immobilienunternehmen tätig.
Haas wohnt seit seinem ersten Lebensjahr in Germering. Von Mai 1990 an war er Mitglied des Gemeinde- beziehungsweise Stadtrats von Germering und von November 1995 bis April 2008 Vorsitzender der CSU-Stadtratsfraktion. Seit 1. Mai 2008 ist er Oberbürgermeister von Germering. 2020 wurde er bereits zum 2. Mal mit knapp 70 % der Stimmen wiedergewählt.
Haas ist verheiratet und hat zwei Töchter.